# SunSay (альбом)
Sunsay — дебютный альбом группы SunSay, вышедший в 2007 году.

## Об альбоме
Материалом для Sunsay послужил третий неизданный альбом группы 5’nizza, заметно расширенный в инструментальном плане. Диск имеет разноплановую жанровую направленность от фьюжн-фанка до альтернативы. Содержание песен включает в себя тексты на остро-социальную и любовную темы. Песни исполняются на русском, украинском и английском языках. На трек «У тебя есть всё» был снят видеоклип, показанный по музыкальным телеканалам, в том числе по A-ONE. Многие поклонники «Пятницы» отвернулись от «SunSay», ввиду её направленности в сторону альтернативной музыки. В это же время появляются новые фанаты группы, которым это звучание показалось более приемлемо.

## Список композиций
1. У тебя есть всё
2. Милая
3. Keep On
4. Карма
5. 1:1
6. В середине
7. Океана
8. So Long
9. В очередь!
10. Way Out
11. Время
12. Домой

## Участники записи
- Андрей Запорожец — вокал
- Сергей Бабкин — бэк-вокал, гитара
- Ефим Чупахин — клавишные
- Сергей Балалаев — ударные
- Григорий Чайка — гитара
- Игорь Фадеев — бас-гитара